# Villeneuve-Tolosane
Villeneuve-Tolosane – miejscowość i gmina we Francji, w regionie Oksytania, w departamencie Górna Garonna.
Według danych na rok 1990 gminę zamieszkiwało 7559 osób, a gęstość zaludnienia wynosiła 1488 osób/km² (wśród 3020 gmin regionu Midi-Pireneje Villeneuve-Tolosane plasuje się na 42. miejscu pod względem liczby ludności, natomiast pod względem powierzchni na miejscu 1482.).